# آبشار ساموئل کاسکید
آبشار ساموئل کاسکید (به انگلیسی: Samuel Cascade) آبشاری است که در همیلتون (انتاریو)، کانادا واقع شده و ارتفاع کلی ریزشگاه آن ۸ متر (۲۶ فوت) است.